# فتحی مبروک
فتحی مبروک (انگلیسی: Fathi Mabrouk؛ زادهٔ ۵ ژوئیهٔ ۱۹۵۱) یک ورزشکار اهل مصر است.
از باشگاه‌هایی که در آن بازی کرده است می‌توان به باشگاه ورزشی الاهلی مصر و تیم ملی فوتبال مصر اشاره کرد.
وی همچنین در تیم ملی فوتبال مصر بازی کرده است.